# Grondzeil
Een grondzeil is een waterdicht stuk zeilstof of een kleed dat wordt gebruikt als ondergrond voor een ruimte in een tent of voor de tent als geheel. Een grondzeil wordt vooral gebruikt om het vocht uit de bodem tegen te houden.
Later werden grondzeilen ook uitgevoerd als vast deel van een slaaptent die binnen een tent werd opgehangen: het zogenaamde kuipgrondzeil. Er bestaan nu ook grondzeilen met een opblaasbare rand zodat het woonoppervlak niet onderloopt bij wateroverlast op een camping.